# Fusigobius inframaculatus
Fusigobius inframaculatus es una especie de peces de la familia de los Gobiidae en el orden de los Perciformes.

## Morfología
- Los machos pueden llegar a alcanzar los 4,6 cm de longitud total.
- Número de  vértebras: 26.[1]

## Hábitat
Es un pez de Mar, de clima tropical y demersal que vive entre 20-30 m de profundidad.

## Distribución geográfica
Se encuentra en Chagos, Indonesia, el Japón, Kenia, las Maldivas, Mauricio, Omán, Arabia Saudita, Taiwán y Tonga

## Observaciones
Es inofensivo para los humanos.